# 長崎県道115号長崎漁港村松線
長崎県道115号長崎漁港村松線（ながさきけんどう115ごう ながさきぎょこうむらまつせん）は、長崎県長崎市を通る一般県道である。

## 概要
長崎市三重町から長崎市西海町に至る。三重側は幅員が狭く見通しが悪いカーブが連続する。沿道にはごみ処理場が数件ある。畝刈町まで続く市道との交点を過ぎた琴海側は両側2車線に整備されている。

### 路線データ
- 起点：長崎市三重町（国道202号交点）
- 終点：長崎市西海町（西海交差点、国道206号交点、長崎県道204号奥ノ平時津線上）
- 総延長：6.9 km

## 路線状況

### 重複区間
- 長崎県道204号奥ノ平時津線（長崎市西海町）

### 道路施設

#### 橋梁
- 永重橋（三重川、長崎市）

## 地理

### 通過する自治体
- 長崎市

### 交差する道路
| 交差する道路                                     | 交差する場所 | 交差する場所      |
| ------------------------------------------------ | ------------ | ----------------- |
| 国道202号                                        | 三重町       | 起点              |
| 長崎県道204号奥ノ平時津線 重複区間起点           | 西海町       |                   |
| 国道206号 長崎県道204号奥ノ平時津線 重複区間終点 | 西海町       | 西海交差点 / 終点 |

### 沿線
- 長崎県立長崎明誠高等学校